# Raphionacme
Raphionacme (лат.) — род растений семейства Кутровые (Apocynaceae).

## Ботаническое описание

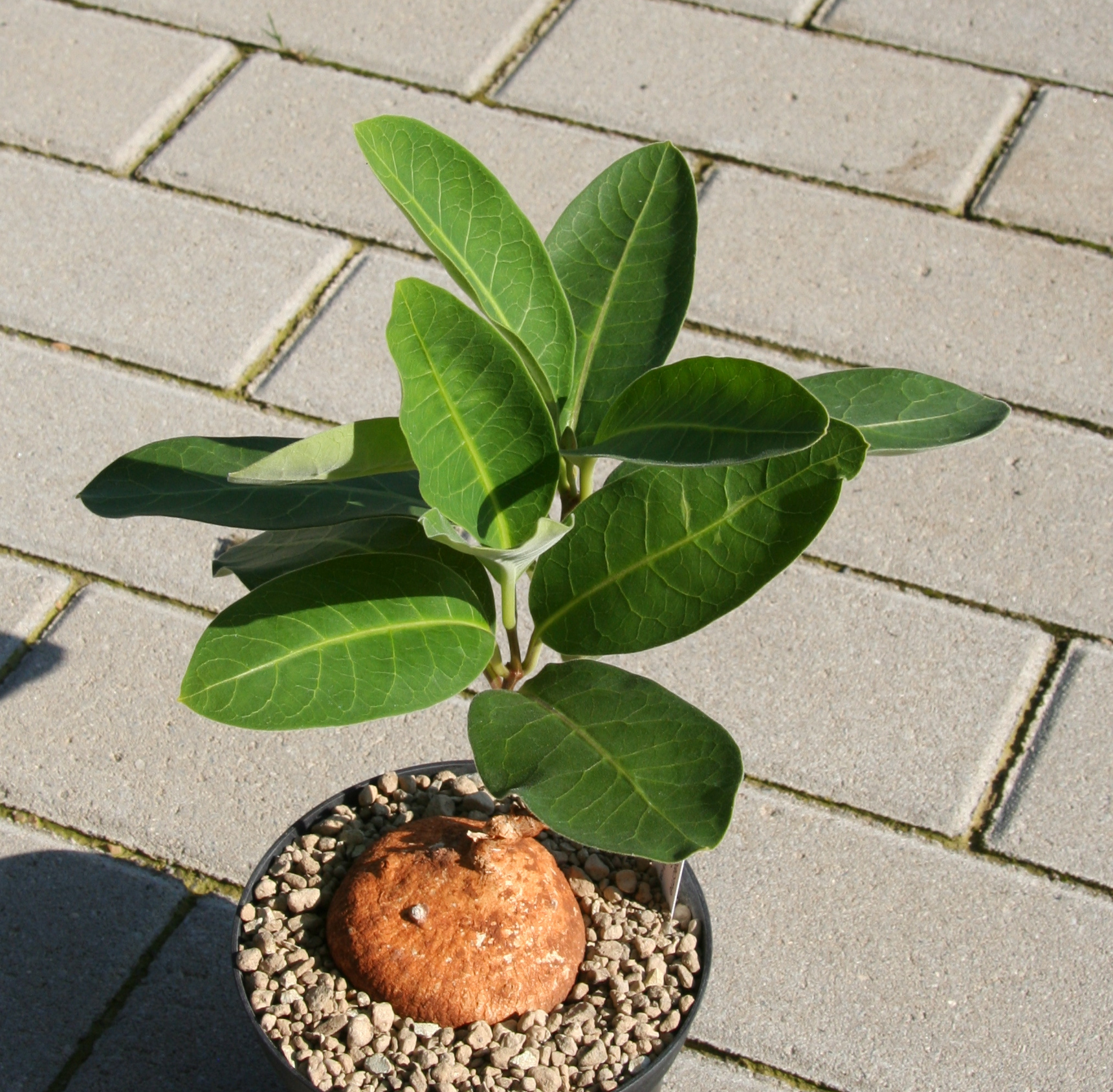
Габитус Raphionacme angolensis

Представители рода — геофиты с воздушными стеблями, которые могут быть сезонными, вьющимися, прямостоячими или полегающими. Корневая система клубневидная или цилиндрически-яйцевидной формы, с подземными стеблями, характерными для многолетников. Листья черешковые, их пластинка может варьироваться от линейной до яйцевидной, широкояйцевидной, эллиптической или обратнояйцевидной формы. Листья бывают травянистыми, голыми или с различной степенью опушенности, с округлым или клиновидным основанием и тупой, округлой или острой вершиной.

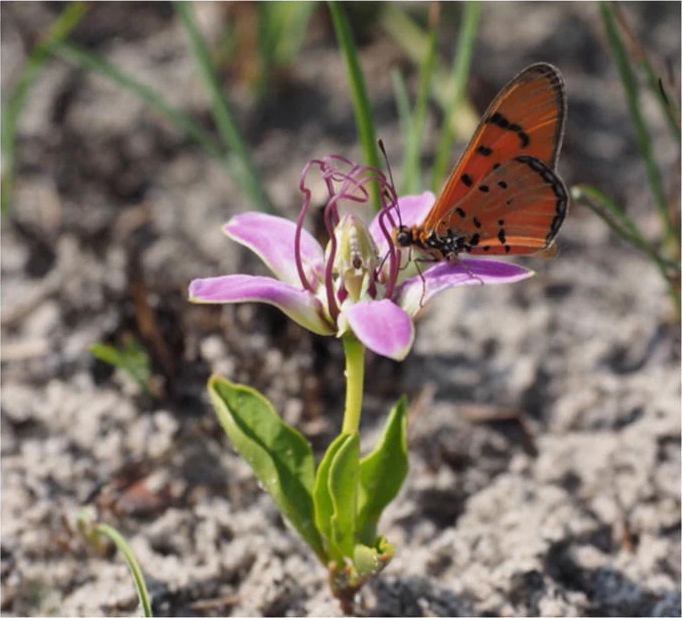
Цветок Raphionacme michelii

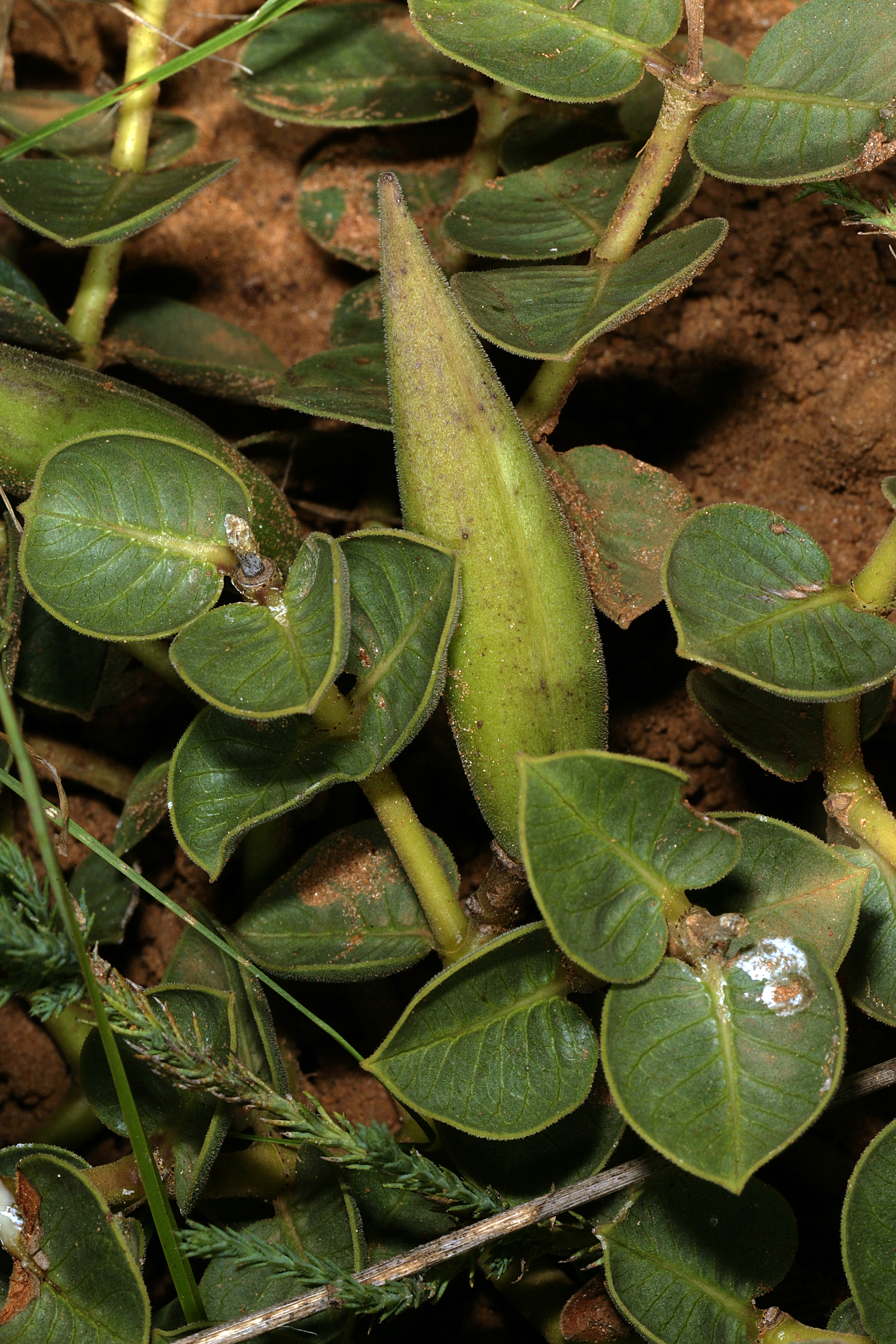
Листовка (плод) Raphionacme hirsuta

Соцветия могут быть кистевидными или капитулированными (capitulate), расположены в верхушечных и/или пазушных частях растения, и могут быть мало- или многоцветковыми. Цветки с гиностемием, выступающим из венчика. Чашелистики могут быть голыми или волосатыми. Венчик может иметь различные цвета, такие как зеленый, коричневый, белый, желтый, розовый, от фиолетового до синего. Трубка венчика может быть цилиндрической или колокольчатой, с нектароносными вздутиями на внутренней стороне под основаниями нитей, продольно желобчатой с карманами у основания; доли могут быть яйцевидными, обратнояйцевидными или треугольными, с тупой, закругленной или заостренной вершиной. Корона, возникающая в устье венчика, может иметь свободные, цельные, раздвоенные, трехраздельные или трехчлениковые лопасти различной формы, например, нитевидные, яйцевидные, дольчатые и рожковидные, с цветами, соответствующими цвету короллы. Тычинки отходят от устья трубки венчика и прирастают к основаниям лопастей венчика; нити тычинок бывают нитевидными, иногда расширенными в основании; пыльники 4-гнездные, шиповчатые, треугольные или яйцевидные, голые. Пестики длинные, снизу сросшиеся, часто железистые. Голова пятиугольно-яйцевидной формы, вершина тупая. Плоды — листовки, могут быть парными, широко расходящимися или одиночными, прямостоячими, от узко-яйцевидных до линейно-яйцевидных или обратнояйцевидных с заостренными вершинами. Семена узко-яйцевидные, с хохолком или кольцом волосков.

## Распространение
Известно 39 видов, или 36 (в зависимости от источника), преимущественно встречающихся в Африке, за исключением одного вида, обитающего на Аравийском полуострове. Большинство из этих видов находится к югу от экватора, при этом 18 из них проживают в Южной Африке. Они предпочитают засушливые и полувлажные саванны, а также могут встречаться в ограниченном количестве в пустынных и болотистых средах обитания.

## Таксономия
Raphionacme Harv., первое упоминание в London J. Bot. 1: 22 (1842).

### Синонимы
- Apoxyanthera Hochst.
- Mafekingia Baill.
- Pentagonanthus Bullock
- Zaczatea Baill.
- Raphiacme

### Виды
Согласно данным сайта WFO Plantlist на июнь 2023 года, род состоит из 36 видов:
- Raphionacme angolensis (Baill.) N.E.Br.
- Raphionacme arabica A.G.Mill. & Biagi
- Raphionacme borenensis Venter & M.G.Gilbert
- Raphionacme brownii Scott Elliot
- Raphionacme caerulea E.A.Bruce
- Raphionacme chimanimaniana Venter & R.L.Verh.
- Raphionacme dyeri Retief & Venter
- Raphionacme elsana Venter & R.L.Verh.
- Raphionacme flanaganii Schltr.
- Raphionacme galpinii Schltr.
- Raphionacme globosa K.Schum.
- Raphionacme grandiflora N.E.Br.
- Raphionacme haeneliae Venter & R.L.Verh.
- Raphionacme hirsuta (E.Mey.) R.A.Dyer
- Raphionacme inconspicua H.Huber
- Raphionacme keayi Bullock
- Raphionacme lanceolata Schinz
- Raphionacme linearis K.Schum.
- Raphionacme longifolia N.E.Br.
- Raphionacme longituba E.A.Bruce
- Raphionacme lucens Venter & R.L.Verh.
- Raphionacme madiensis S.Moore
- Raphionacme michelii De Wild.
- Raphionacme moyalica Venter & R.L.Verh.
- Raphionacme namibiana Venter & R.L.Verh.
- Raphionacme palustris Venter & R.L.Verh.
- Raphionacme procumbens Schltr.
- Raphionacme pulchella Venter & R.L.Verh.
- Raphionacme splendens Schltr.
- Raphionacme sylvicola Venter & R.L.Verh.
- Raphionacme utilis N.E.Br. & Stapf
- Raphionacme velutina Schltr.
- Raphionacme vignei E.A.Bruce
- Raphionacme villicorona Venter
- Raphionacme welwitschii Schltr. & Rendle
- Raphionacme zeyheri Harv.

Таксоны в статусе рассмотрения:
- Raphionacme brownii var. longifolia A.Chev.
- Raphionacme engleriana Schltr. ex Dinter
- Raphionacme marcorrhiza Schltr.
- Raphionacme sudanica A.Chev.